# Lily James
Lily Chloe Ninette Thomson (født 5. april 1989 i Esher, Surrey, England), bedre kendt under navnet Lily James, er en engelsk skuespillerinde. Hun er bedst kendt for rollen som lady Rose MacClare i periodedramaet Downton Abbey.

## Filmografi

### Film
| År   | Titel                                             | Rolle                 | Noter                          |
| ---- | ------------------------------------------------- | --------------------- | ------------------------------ |
| 2012 | Chemistry                                         | Ines                  | Short film                     |
| 2012 | Wrath of the Titans                               | Korrina               |                                |
| 2012 | Broken                                            | Older Skunk           |                                |
| 2012 | Fast Girls                                        | Lisa Temple           |                                |
| 2013 | The Silent Treatment                              | The Girl              | Kortfilm                       |
| 2015 | Cinderella                                        | Askepot               |                                |
| 2015 | Burnt                                             | Sara                  |                                |
| 2016 | Pride and Prejudice and Zombies                   | Elizabeth Bennet      |                                |
| 2016 | The Exception                                     | Mieke de Jong         |                                |
| 2016 | The Tale of Thomas Burberry                       | Betty                 | Short film                     |
| 2017 | Baby Driver                                       | Debora                |                                |
| 2017 | Darkest Hour                                      | Elizabeth Layton      |                                |
| 2018 | Sorry to Bother You                               | White Detroit (voice) | Cameo                          |
| 2018 | The Guernsey Literary and Potato Peel Pie Society | Juliet Ashton         |                                |
| 2018 | Little Woods                                      | Deb Hale              |                                |
| 2018 | Mamma Mia! Here We Go Again                       | Young Donna Sheridan  |                                |
| 2019 | One Red Nose Day and a Wedding                    | Miranda               | Short film                     |
| 2019 | Yesterday                                         | Ellie Appleton        |                                |
| 2019 | Rare Beasts                                       | Cressida              |                                |
| 2020 | Rebecca                                           | Mrs. de Winter        |                                |
| 2021 | The Dig                                           | Peggy Piggott         |                                |
| 2022 | What's Love Got to Do with It?                    | Zoe Stevenson         |                                |
| 2023 | Finally Dawn                                      | Josephine Esperanto   |                                |
| 2023 | The Iron Claw                                     | Pam Adkisson          |                                |
| 2024 | Greedy People                                     | Paige Shelley         | [ 2 ]                          |
| 2024 | Relay                                             | Sarah Grant           | [ 3 ]                          |
| 2025 | Skabelon:Pending film                             | Whitney Wolfe Herd    | Post-production; also producer |
| TBA  | Skabelon:Pending film                             | Naomi Cooper          | Filming                        |

### Tv
| År        | Titel                       | Rolle                           | Noter                               |
| --------- | --------------------------- | ------------------------------- | ----------------------------------- |
| 2010      | Just William                | Ethel Brown                     | 4 episodes                          |
| 2011      | Secret Diary of a Call Girl | Poppy                           | 8 episodes                          |
| 2012–2015 | Downton Abbey               | Lady Rose Aldridge née MacClare | 21 episoder                         |
| 2016      | War & Peace                 | Natasha Rostova                 | 6 episodes                          |
| 2021      | The Pursuit of Love         | Linda Radlett                   | 3 episodes; also executive producer |
| 2021      | Beauty and the Beast        | Rose                            | Television pantomime                |
| 2022      | Pam & Tommy                 | Pamela Anderson                 | Miniseries                          |

### Teater
| År   | Titel             | Rolle          | Scene                 |
| ---- | ----------------- | -------------- | --------------------- |
| 2011 | Vernon God Little | Taylor         | Young Vic Theatre     |
| 2011 | Othello           | Desdemona      | Crucible Theatre      |
| 2012 | The Seagull       | Nina           | Southwark Playhouse   |
| 2016 | Romeo og Julie    | Juliet         | Garrick Theatre       |
| 2019 | All About Eve     | Eve Harrington | Noël Coward Theatre   |
| 2023 | Lyonesse          | Kate           | Harold Pinter Theatre |